# Ryan Napoleon
Ryan Napoleon (né le 26 mai 1990 à Sydney) est un nageur australien, spécialiste de nage libre.
Il remporte la médaille d'argent derrière le Canadien Ryan Cochrane lors des Jeux du Commonwealth de 2010 sur 400 m nage libre,
Il se qualifie avec le 7e temps pour la finale du 400 m nage libre des Jeux olympiques de Londres.